# Teofan Pustelnik

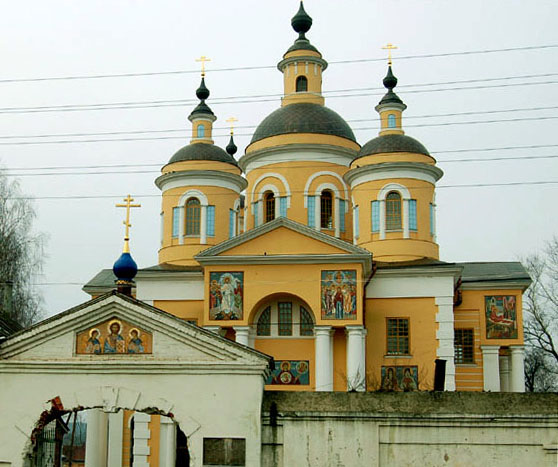
Pustelnia Zaśnięcia Matki Bożej w Wyszy

Teofan Pustelnik, Teofan Rekluz, Teofan Wyszeński (cs. Феофан Затворник, Вышенский), imię świeckie Gieorgij Wasiljewicz Goworow (ur. 29 grudnia 1814?/10 stycznia 1815 w Czerniawskim, zm. 25 grudnia 1893?/6 stycznia 1894 w Wyszy) – święty mnich i biskup Rosyjskiego Kościoła Prawosławnego.

## Życiorys

### Wczesna działalność
Urodził się w rodzinie kapłana prawosławnego, w guberni orłowskiej. W Orle ukończył seminarium duchowne, w którym uzyskiwał wyróżniające się wyniki, kończąc naukę w 1837. Cztery lata później uzyskał dyplom kandydata teologii w Kijowskiej Akademii Duchownej. W tym samym roku złożył śluby zakonne, przyjmując imię Teofan. Ponownie był wyróżniającym się studentem i został wyznaczony na wykładowcę Akademii Duchownej w Petersburgu. W 1847 został włączony do składu rosyjskiej misji prawosławnej w Jerozolimie. W czasie swojej pracy duszpasterskiej w Jerozolimie odbył szereg pielgrzymek do monasterów Patriarchatu Jerozolimskiego, studiował pisma Ojców Kościoła, kontaktował się z mnichami monasterów Athosu, jak również nauczył się greckiego i francuskiego. W mniejszym stopniu opanował język arabski oraz język hebrajski.
Z powodu wybuchu wojny krymskiej, razem z innymi członkami rosyjskiej misji był zmuszony wrócić do kraju. Mnich Teofan otrzymał w 1855 godność archimandryty i wrócił do pracy naukowej i dydaktycznej w Petersburgu, po czym został na krótko rektorem seminarium duchownego w Ołońcu. W 1856 wyjechał do Stambułu jako kapłan służący w cerkwi przy ambasadzie rosyjskiej. Wrócił do Rosji po roku, by zostać rektorem Petersburskiej Akademii Duchownej.

### Biskup i asceta
W 1859 miała miejsce jego chirotonia na biskupa tambowskiego i szackiego. Jako biskup Teofan (Goworow) zaangażował się w organizację nowych szkół parafialnych, w tym szkoły dla dziewcząt. Troszczył się również o poziom wykształcenia białego duchowieństwa. W 1863 został przeniesiony na katedrę włodzimierską, jednak po trzech latach na własną prośbę odszedł w stan spoczynku, zniechęcony uzależnieniem Rosyjskiego Kościoła Prawosławnego od władz państwowych. Zamieszkał w Pustelni Zaśnięcia Matki Bożej w Wyszy w eparchii tambowskiej, gdzie zajmował się wyłącznie modlitwą i pracą teologiczną. W 1872, po uroczystościach Paschy, zmienił tryb życia na jeszcze bardziej ascetyczny, rozpoczynając życie w zamknięciu i całkowitym odosobnieniu. Skoncentrował się całkowicie na tłumaczeniu tekstów Ojców Kościoła i opracowywaniu komentarzy do tekstu Pisma Świętego. Utrzymywał również kontakt korespondencyjny z osobami, które zwracały się do niego z prośbami o rady i wsparcie duchowe. W swojej celi urządził kaplicę Chrztu Pańskiego i własną bibliotekę.
Zmarł 6 stycznia 1894 w monasterze, w którym żył, i został pochowany w jego głównym soborze pod wezwaniem Kazańskiej Ikony Matki Bożej.

#### Prace i poglądy
Teofan Pustelnik podkreślał w swoich tekstach konieczność duchowego odrodzenia narodu rosyjskiego. Jego najbardziej znanymi pracami są teksty Wyjaśnienie Listów Apostolskich oraz poświęcone modlitwie i etyce Zarys chrześcijańskiej nauki o moralności i Droga do zbawienia. Myśl teologiczna Teofana jest porównywana z nauką innego świętego mnicha Paisjusza Wieliczkowskiego. Święty twierdził, iż duchowe doskonalenie się jest możliwe dla każdego człowieka, czy wręcz jest obowiązkiem chrześcijanina. Doskonałość natomiast uważał za pojęcie niedefiniowalne, co w praktyce oznaczało konieczność ciągłej pracy nad sobą.
W 1877 przetłumaczył na język rosyjski Filokalię. W 1884 r. pod jego kierunkiem powstała ostateczna, wzorcowa wersja Opowieści pielgrzyma, anonimowej pracy propagującej praktykę nieustannej Modlitwy Jezusowej.
Teofan (Goworow) krytycznie odnosił się do sytuacji Rosyjskiego Kościoła Prawosławnego w swojej epoce, uważał jego hierarchów za osoby dążące do zaszczytów świeckich i bogactw. Zdawał sobie sprawę z niskiego poziomu życia duchowego większości Rosjan (zwłaszcza chłopów) i twierdził, iż przy braku działań ukierunkowanych na poprawę sytuacji w ciągu trzech pokoleń prawosławie w Rosji zupełnie zaniknie. Dlatego wzywał duchowieństwo do aktywnego nauczania poprzez kazania i publikowanie tekstów apologetycznych.

## Kanonizacja
Teofan Pustelnik został kanonizowany w 1988. Jego wspomnienie w Rosyjskim Kościele Prawosławnym przypada 10 stycznia oraz 16 czerwca (według kalendarza juliańskiego). Na ikonach przedstawiany jest w szatach biskupich, z prawą ręką w geście błogosławieństwa i z Ewangelią.